# Vladan Micić
Vladan Micić (Višnjica, 8. mart 1944) je srpski umetnik.

## Biografija
Rođen je 8. marta 1944. u Višnjici. Završio je Akademiju likovnih umetnosti i postdiplomske studije u Beogradu u klasi profesora Boška Karanovića. Grafiku je specijalizirao u Antverpenu. Član je Udruženja likovnih umetnika Srbije. Izabran je za pridruženog člana Kraljevskog udruženja slikara grafičara Velike Britanije 17. avgusta 1988. čime je stekao pravo da pored svog imena piše slova A.R.E. koja označavaju članstvo u ovom prestižnom udruženju. Samostalno je izlagao u Beogradu 1970. i 1972. godine. Učestvovao je na grupnim izložbama u zemlji i inostranstvu, izložbama ULUS-a, Beogradskog grafičkog kruga, Oktobarskog salona 1973—1974, izložbama u Beogradu, Kraljevu, Kragujevcu, Tunisu, SR Nemačkoj, Poljskoj, Mongoliji, Kuvajtu i Italiji. Prepoznatljiv je po svojim rukopisima, najlečešći i omilljeni motivi su mu konj i konjanik. Živi i stvara u Beogradu.

## Nagrade
- Nagrada Oktobarskog salona za grafiku 1973.[4]
- Nagrada Fonda „Đorđe Andrejević Kun”[2]
- Nagrada Akademije za likovne umetnosti[2]
- Nagrada studijsko putovanje SSSR i Mađarska[2]
- Otkupna nagrada Doma omladine Beograd[4]

## Samostalne izložbe
- 1970. Beograd – Grafički kolektiv
- 1972. Galerija Doma omladine - Beograd
- 1972. Grafički kolektiv - Beograd
- 1973. Antverpen - Belgija
- 1973. Sent Nikolas - Belgija
- 1974. Brisel - Belgija
- 1978. Ašafenburg – SR Nemačka
- 1980. Kolarčev narodni univerzitet – Beograd
- 1983. Galerije 45 – Novi Beograd
- 1987. Mostarsko leto , Mostar – Bosna i Hercegovina
- 1988. Galerija Kato, London – Velika Britanija
- 1989. Galerija Eksperiment, Štutgart – SR Nemačka
- 1990. Pariz – Francuska
- 1991. Narodni muzej – Požarevac
- 1993. Biblioteka grada – Beograd
- 1995. Konak kneginje Ljubice – Beograd
- 1996. Galerija Alkion – Zemun
- 1997. Kulturni centar – Beograd
- 1997. Galerija 73 – Beograd
- 1998. Galerija Lucky – Beograd
- 2003. Dom sindikata – Beograd

## Spoljašnje veze
- Zvanični veb sajt Vladana Micića